# Serapita charon
Serapita charon är en insektsart som först beskrevs av White 1845.  Serapita charon ingår i släktet Serapita och familjen spottstritar. Inga underarter finns listade i Catalogue of Life.